# Пырей ползучий
Пыре́й ползу́чий (лат. Elytrígia répens) — многолетнее травянистое растение; самый известный вид рода Пырей (Elytrigia) семейства Злаки (Poaceae). Одновременно одно из лучших кормовых растений и трудно искореняемый сорняк для культурных растений.

## Ботаническое описание
Корневища длинные, ползучие горизонтальные, шнуровидные, залегают на глубине от 5 до 15 см.
Высота стебля от 40 до 150 см.
Листья голые плоские линейные, 15—40 см длиной, шириной 3—10 мм у основания растения и 2—8,5 мм выше по стеблю.
Цветки (от трёх до восьми) собраны в колоски длиной 1—2 см, шириной 5—7 мм и толщиной 3 мм. Колоски собраны в редкий колос длиной от 7 до 30 см. Колоски сидят по одному и обращены к оси колоса своей широкой стороной. Колосковых чешуй две, остроконечные. Нижняя цветковая чешуя голая. Колосковые и нижняя цветковая чешуя постепенно суживаются к верхушке и переходят в ость. Цветёт в июне — июле.
Формула цветка:{\displaystyle \uparrow P_{2}\;A_{3}\;G_{\underline {(2)}}}.

## Распространение и экология
Происходит из Европы, Северной Африки и Азии. В России растёт повсеместно.
Натурализован по всему миру, во многих местах считается злостным сорняком. Для уничтожения в условиях огорода применяют перекапывание почвы с удалением корневищ вручную, мульчирование. Вне почвы корневища пырея быстро высыхают и гибнут.
Растёт на равнинах и в горах (преимущественно в среднем и верхнем горном поясе), обычно на довольно богатых, иногда солончаковых почвах разной степени увлажнения. Встречается на заливных лугах в сообществе с другими злаками, как сорняк на пашнях. На пойменных лугах и залежах иногда преобладает в травостое.
Многолетний, весьма зимостойкий и холодостойкий злак, выдерживающий заморозки до —5 °С. Требователен к влажности почвы, устойчив к временному переувлажнению и затоплению почвы (до 20 дней). В то же время засухоустойчив — хорошо выдерживает сезонные засухи в более северных районах и недостаток влаги в районах недостаточного увлажнения на юге. Менее засухоустойчив, чем костёр безостый (Bromus inermis). Выносит некоторое засоление почвы, но в меньшей степени, чем колосняк (Leymus) и житняк (Agropyron). Отличается большой пластичностью в требованиях к условиям обитания. Удаётся на разных типах дерново-подзолистых, чернозёмных и заплывающих почвах.
Размножается семенами и вегетативно — отрезками корневищ, которые особенно интенсивно размножаются при обработке почвы дисковыми боронами. Семена часто бывают физиологически недозрелыми. Всхожесть сохраняют 4—5 лет. В поле прорастают при температуре 6—8 °С. Растение озимого типа развития. Плодоносит со 2-го года жизни.

## Химический состав
Корни в воздушно-сухом состоянии содержат 6,0 % воды и от абсолютно сухого вещества 8,9 % золы, 8,0 % протеина, 0,7 % жира, 31,1 % клетчатки и 51,3 % БЭВ. Также содержат каротин и аскорбиновую кислоту.
| Фаза                           | Содержание в % | Содержание в % | Содержание в % | Содержание в % | Содержание в % | Содержание в % | Содержание в % | Содержание в % | Содержание в % | Содержание в % |
| Фаза                           | Вода           | Зола           | Ca             | P              | K              | Na             | Mg             | Si             | Fe             | Cl             |
| ------------------------------ | -------------- | -------------- | -------------- | -------------- | -------------- | -------------- | -------------- | -------------- | -------------- | -------------- |
| До колошения и начало цветения | 70,0           | 2,77           | 0,140          | 0,080          | 0,700          | 0,120          | 0,020          | 0,470          | 0,010          | 0,090          |
| Цветение                       | 63,5           | 2,89           | 0,160          | 0,080          | 0,590          | 0,160          | 0,030          | 0,502          | 0,020          | 0,120          |
| Окончание цветения             | 65,0           | 2,15           | 0,070          | 0,050          | —              | —              | 0,030          | —              | —              | 0,180          |
| Зрелость                       | 52,5           | 4,07           | 0,220          | 0,060          | 0,470          | 0,240          | 0,040          | 1,200          | 0,030          | 0,150          |

## Значение и применение
На пастбище и в сене, до цветения отлично поедается всеми видами животных и особенно крупным рогатым скотом, хуже лошадьми, затем овцами и верблюдами. Также хорошо поедается северным оленем (Rangifer tarandus), алтайским маралом (Cervus elaphus sibiricus), европейским лосём (Alces alces Linnaeus), а до колошения кроликами и гусями. С началом цветения сильно грубеет и некоторое время скот еще поедает листья, но позднее уже не трогает и их. По химическому составу относится к наилучшим и питательным кормам. На пастбищах пырей считается молокогонным растением для дойных коров и нажировочным кормом для всех возрастных групп крупного рогатого скота. В корм животным можно также использовать корневища, которые по питательной ценности могут быть выше питательности соломы.
После скашивания или стравливания скотом даёт быстро отрастающую отаву, а осенью у засохших растений возникают новые побеги. При чрезмерном стравливании через 3—4 года выпадает из травостоя. Поэтому некоторые авторы относят его не к пастбищным, а к сенокосным растениям. Сено пырея относят к одним из наилучших и кондиционных, оно хорошо прессуется и даёт мало трухи при перевозках. В одинаковых условиях почти не уступает по урожайности такому ценному кормовому растению как костёр безостый (Bromus inermis).
Из-за высокой способности корневищ давать новые побеги их чрезвычайно высокой живучести пырей является крайне вредным, опасным и трудно искореняемым сорняком. Даже небольшие части корневищ в 3—5 см длиной способны давать новые растения. Корневища главным образом сосредоточены на глубине 9—12 см и их вес на 1 м² может достигать 2—3 кг. Из одного семени в первый год корневища могут занять 1 м².
При этом предпринимаются попытки окультурить растение. Учёными Омского аграрного университета создан многолетний сорт «Сова», культивированный из дикого пырея. За несколько лет он полностью заполняет поле, выживая с него сорняки. Не поражается болезнями и также не требует применения гербицидов.

### В медицине
В научной медицине не используется. В народной медицине высушенные корневища пырея применяют как обволакивающее (содержащее слизь), мочегонное и лёгкое слабительное средство, противовоспалительное, отхаркивающее, потогонное, дерматотоническое (улучшающее функционирование кожи), для выведения солей[каких?] из организма и восстановления обмена веществ (особенно при кожных заболеваниях[каких?]).
Корневища содержат малоизученные гликозиды, слизь и другие полисахариды, следы эфирного масла[какого?], аскорбиновую кислоту, каротин. Применяют в виде отвара как противовоспалительное средство при ревматизме, подагре, воспалениях мочевого пузыря, почечнокаменной болезни, кожных сыпях[каких?].
| |  |  |  |  |
| Слева направо: корневище в почве; стебель и листья; цветки; плоды; картофелина, пронзённая корнем пырея |  |  |  |  |